# Mijaíl Mamiashvili
Mijaíl Gueráziyevich Mamiashvili (en ruso: Михаил Геразиевич Мамиашвили; Konotop, 21 de noviembre de 1963) es un deportista soviético de origen georgiano que compitió en lucha grecorromana.
Participó en los Juegos Olímpicos de Seúl 1988, obteniendo la medalla de oro en la categoría de 82 kg. Ganó cinco medallas en el Campeonato Mundial de Lucha entre los años 1983 y 1990, y cinco medallas en el Campeonato Europeo de Lucha entre los años 1984 y 1989.

## Palmarés internacional
| Juegos Olímpicos   | Juegos Olímpicos     | Juegos Olímpicos  | Juegos Olímpicos |
| Año                | Lugar                | Medalla           | Categoría        |
| ------------------ | -------------------- | ----------------- | ---------------- |
| 1988               | Seúl (Corea del Sur) | Medalla de oro    | 82 kg            |
| Campeonato Mundial |                      |                   |                  |
| Año                | Lugar                | Medalla           | Categoría        |
| 1983               | Kiev (URSS)          | Medalla de oro    | 74 kg            |
| 1985               | Kolbotn (Noruega)    | Medalla de oro    | 74 kg            |
| 1986               | Budapest (Hungría)   | Medalla de oro    | 74 kg            |
| 1989               | Martigny (Suiza)     | Medalla de plata  | 82 kg            |
| 1990               | Ostia (Italia)       | Medalla de plata  | 82 kg            |
| Campeonato Europeo |                      |                   |                  |
| Año                | Lugar                | Medalla           | Categoría        |
| 1984               | Jönköping (Suecia)   | Medalla de bronce | 74 kg            |
| 1985               | Leipzig (RDA)        | Medalla de bronce | 74 kg            |
| 1986               | El Pireo (Grecia)    | Medalla de oro    | 74 kg            |
| 1988               | Kolbotn (Noruega)    | Medalla de oro    | 82 kg            |
| 1989               | Oulu (Finlandia)     | Medalla de oro    | 82 kg            |